# سوق الجزماتية
سوق الجزماتية هو أحد أسواق العاصمة دمشق، يقع في حي الميدان الوسطاني، يعرف بالجزماتية، سمي بالجزماتية لأن فيه يكثر بيع وصناعة الجزمات، وهي ضرب من الأحذية ذات العنق طويل قد يصل إلى الركبة أو يتجاوزها، والآن أصبح سوقاً تخصصياً لبيع الحلويات وغيرها ...ويوجد به بعض المساجد والحمامات التاريخية ..ومنه جامع منجك التاريخي في المنطقة...ا.